# Baginsberg

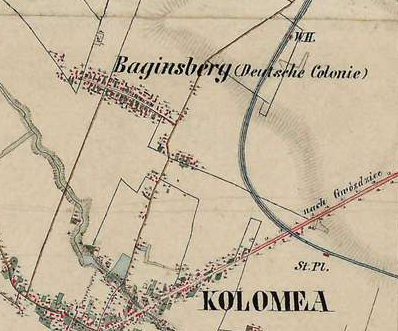
Baginsberg auf der Franziszeischen Landesaufnahme um die Mitte des 19. Jahrhunderts

Baginsberg (ukrainisch Баґінсберґ, polnisch Bagińszczyzna) ist eine ehemalige deutsche Siedlung, heute ein Teil der Stadt Kolomyja (nördlich der Innenstadt) in der Ukraine.
Sie entstand 1818 nach der Einladung deutscher Siedler durch den Grundbesitzer. Die deutschen Familien kamen aus den galizischen Siedlungen Brigidau (im Rajon Stryj bei Lemberg), Josefsberg (im Rajon Drohobytsch bei Lemberg) und Ugartsthal (im Rajon Kalusch bei Iwano-Frankiwsk). Insgesamt kamen 17 Familien als Erstbesiedler auf dem Gebiet der Grundbesitzerfamilie Baginski an.
Zunächst hieß der Ort Metschikiwka, bekam später aber zu Ehren der Grundbesitzer den Namen Baginsberg.
1820 begann der Schulunterricht im Ort, seit 1871 gab es auch eine Kirche für die protestantische Gemeinde im Ort.
Während des Ersten Weltkrieges wurde der Ort 1915 von russischen Truppen besetzt und in Brand gesteckt, die deutsche Bevölkerung floh oder wurde großteils vertrieben, die meisten Einwohner kehrten aber nach dem Ende des Krieges wieder in den Ort zurück und bauten ihn wieder auf.
1940 wurden die Deutschen auf Grund des Hitler-Stalin-Paktes ins Deutsche Reich ausgesiedelt, in der Folge hörte das deutsche Leben im Ort auf. Die Schule wurde zu einem Straflager, später zu einer Fahrschule umfunktioniert. Das sogenannte „Deutsche Haus“ wurde niedergebrannt.
Aus der Kirche wurde ein Lager für Flachs, später ein Lager des Traktorenwerks Kolomyja, seit 1997 hat die ukrainische griechisch-katholische Kirche hier die Kirche des Heiligen Nikolaus eingerichtet.